# Priverno
Priverno je obec s 13 744 obyvateli v provincii Latina. Je situována po délce železniční trati Řím–Neapol.

## Vývoj počtu obyvatel
Počet obyvatel

## Město
Priverno bylo historickou součástí Církevního státu a současně provincie Lazio až do převzetí pod římskou správu (1870). Od založení provincie Latina (do r. 1946 Littorie) do ní patří.
Na území města se nachází známé opatství Fossanova, v němž se nachází hrob učitele církve sv. Tomáše Akvinského, patrona Priverna.

## Nářečí
Místní nářečí se řadí mezi charakteristická nářečí v oblasti vrchoviny Monti Lepini, které se vyznačuje oblastí variacemi mezi nářečími „mediano“ a „altomeridionale“. Lingvisticky je však privernské nářečí svou kvalitou typickým nářečím skupiny ciociaro.

### Zvláštní výrazy
- Aiecco – tady, zde
- N'cima – nahoře
- Bocchi – peníze
- Mammoccio – dítě, chlapeček
- Uttero – kluk, chlapec)
- Le molancola – pomeranče